# Komisja Likwidacyjna Rządu RP

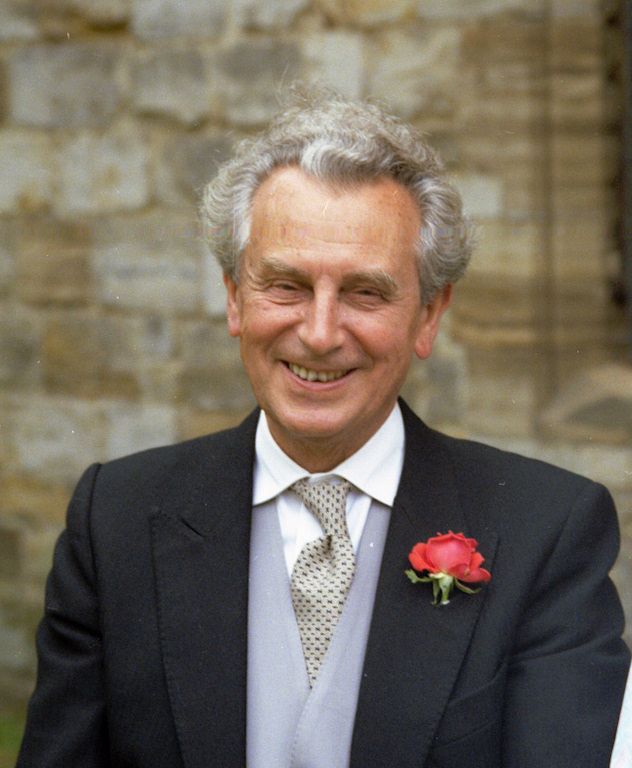
Przewodniczący Komisji Likwidacyjnej Edward Szczepanik (Prezes Rady Ministrów Rzeczypospolitej Polskiej 1986–1990)

Komisja Likwidacyjna Rządu Rzeczypospolitej powołana dekretem prezydenta Ryszarda Kaczorowskiego z dnia 20 grudnia 1990 związku z wypełnieniem misji władz Rzeczypospolitej Polskiej na uchodźstwie. Równolegle powołana została Komisja Likwidacyjna Skarbu Narodowego.

## Skład
- prof. Edward Szczepanik – przewodniczący
- Jerzy Ostoja-Koźniewski – Minister Skarbu
- gen. bryg. Jerzy Przemysław Morawicz
- prof. Zygmunt Szkopiak
- Bohdan Wendorff
- Ryszard Zakrzewski
- Jerzy Zaleski

## Epilog
22 grudnia 1990 prezydent Kaczorowski przekazał insygnia władzy prezydenckiej wybranemu w wyborach powszechnych Lechowi Wałęsie. Tego samego dnia zakończył działalność rząd Edwarda Szczepanika. 8 grudnia 1991 działalność zakończyły zaś Rada Narodowa i Najwyższa Izba Kontroli. Komisja zakończyła ostatecznie działalność wszelkich organów emigracyjnych do 31 grudnia 1991.